# Elvio Porta
Elvio Porta (Napoli, 22 maggio 1945 – Napoli, 26 dicembre 2016) è stato uno sceneggiatore, regista e attore italiano.

## Filmografia

### Sceneggiatore
- La mazzetta, regia di Sergio Corbucci (1978)
- Giallo napoletano, regia di Sergio Corbucci (1979)
- Café Express, regia di Nanni Loy (1980)
- Madonna che silenzio c'è stasera, regia di Maurizio Ponzi (1982)
- Stangata napoletana, regia di Vittorio Caprioli (1983)
- Mi manda Picone, regia di Nanni Loy (1984)
- Un complicato intrigo di donne, vicoli e delitti, regia di Lina Wertmüller (1985)
- Se lo scopre Gargiulo, regia di Elvio Porta (1988)
- Scugnizzi, regia di Nanni Loy (1989)
- Pacco, doppio pacco e contropaccotto, regia di Nanni Loy (1993)
- Dio ci ha creato gratis, regia di Angelo Antonucci – miniserie TV (1998)
- Francesca e Nunziata, regia di Lina Wertmüller – film TV (2002)
- Valeria medico legale – serie TV, 4 episodi (2002)
- Peperoni ripieni e pesci in faccia, regia di Lina Wertmüller (2004)
- La valigia sul letto, regia di Eduardo Tartaglia (2010)
- Sono un pirata, sono un signore, regia di Eduardo Tartaglia (2013)

### Regista
- Se lo scopre Gargiulo (1988)
- Valeria medico legale – serie TV, 4 episodi (2002)

### Attore
- Un complicato intrigo di donne, vicoli e delitti, regia di Lina Wertmüller (1986)

## Teatro
Elvio Porta è stato autore della commedia in lingua napoletana 'O juorno 'e San Michele, che ha raccontato alcuni fatti tragici accaduti durante l'occupazione di Napoli da parte dei garibaldini, nonché - insieme ad Armando Pugliese - del cult teatrale Masaniello, spettacolo che lanciò Lina Sastri e Mario Maglione, rappresentato nel 1990 dalla compagnia della Fortezza.

## Riconoscimenti
- Nastri d'argento 1980 – Miglior soggetto originale per Café Express
- Nastri d'argento 1984 – Miglior sceneggiatura per Mi manda Picone
- Nastri d'argento 1986 – Candidatura per la miglior sceneggiatura per Un complicato intrigo di donne, vicoli e delitti